# Smogorzów (gmina)
Smogorzów (lub Smogorzew, od 1870 Goździków) – dawna gmina wiejska istniejąca do 1870 roku w guberni radomskiej. Siedzibą władz gminy był Smogorzów.
Za Królestwa Polskiego gmina Smogorzów należała do powiatu opoczyńskiego w guberni radomskiej. 1 stycznia?/13 stycznia 1870 do gminy przyłączono pozbawioną praw miejskich G(i)elniów, po czym gmina została zniesiona przez przemianowanie na gminę Goździków.